# Rui Valério
Rui Manuel Sousa Valério, S.M.M. (Urqueira, Ourém, 24 de Dezembro de 1964) é um prelado católico português, sendo presentemente Patriarca de Lisboa com o título de Dom Rui I. 
Pertencente aos Missionários Monfortinos, serviu na Armada Portuguesa, onde foi Capelão. De 2018 a 2023 foi Bispo das Forças Armadas e de Segurança. Ao serviço das Forças Armadas alcançou o posto de Major-General, recebendo diversas medalhas militares. Foi nomeado Patriarca de Lisboa pelo Papa Francisco no dia 10 de Agosto de 2023. Tomou posse canónica do Patriarcado no dia 2 de Setembro de 2023, na Sé Patriarcal de Lisboa perante o Cabido. A entrada solene ocorreu no dia seguinte, no Mosteiro dos Jerónimos, na presença do Presidente da República Marcelo Rebelo de Sousa e de diversas autoridades civis e religiosas.
Em 2025, num artigo de opinião publicado no Observador, assumiu uma posição política inspirada na doutrina da Igreja Católica, defendendo uma política imigracionista assente no acolhimento e na integração de imigrantes. No mesmo artigo, posicionou-se também a favor do reagrupamento familiar no contexto das políticas de imigração.

## Sacerdócio
Em 1976 entrou do Seminário Monfortino, em Fátima, prosseguindo os estudos do 5.º ao 9.º ano no Centro de Estudos de Fátima.
Depois de concluir os estudos de filosofia na Pontifícia Universidade Lateranense entre 1984 e 1987 e os de teologia na Pontifícia Universidade Gregoriana em 1990, ambas de Roma, obteve a licenciatura em teologia dogmática em 1992. Posteriormente, frequentou o curso de Filologia na Universidade de Roma "La Sapienza" e o curso de Espiritualidade no Centre International Montfortain em Lovaina, na Bélgica, entre 1995 e 1996.
Emitiu a profissão religiosa na Companhia de Maria (Monfortinos) em 6 de Outubro de 1990 e foi ordenado sacerdote a 23 de Março de 1991. Assim, foi colaborador na paróquia de Castelverde di Lunghezza em Roma, até 1992, quando passou a ser o capelão militar no Hospital da Marinha em Lisboa até 1993. Na sequência, foi vigário paroquial nas freguesias do Concelho de Castro Verde, na Diocese de Beja (1993-1995), vigário paroquial na Póvoa de Santo Adrião e formador de Postulantes de sua Ordem em Lisboa entre 2007 e 2011, capelão da Escola Naval entre 2008 e 2011, pároco da Póvoa de Santo Adrião em Lisboa (2011), vigário forâneo do Vicariato de Loures-Odivelas em Lisboa (2014), além de nomeado pelo Papa Francisco como "Missionário da Misericórdia" em 2016.

## Episcopado

### Bispo
Em 27 de Outubro de 2018, o Papa Francisco nomeou D. Rui Valério como Ordinário Castrense de Portugal. A ordenação episcopal teve lugar no dia 25 de Novembro do mesmo ano, no Mosteiro dos Jerónimos, em Lisboa, conjuntamente com a ordenação de Dom Daniel Batalha Henriques, nomeado pelo Papa como Bispo auxiliar para o Patriarcado de Lisboa, pelo Cardeal-Patriarca Dom Manuel Clemente, coadjuvado por Dom Manuel da Silva Rodrigues Linda, bispo do Porto e por Dom José Augusto Traquina Maria, bispo de Santarém.

### Patriarca de Lisboa
A 10 de Agosto de 2023 D. Rui Valério foi nomeado pelo Papa Francisco como Patriarca de Lisboa, o mais alto cargo da hierarquia da Igreja Católica em Portugal. A tomada de posse como 18º Patriarca de Lisboa ocorreu a 2 de Setembro, pelas 11h00, na Sé Patriarcal, assumindo o título de Dom Rui I. Conforme a tradição a entrada solene teve lugar no dia seguinte, Domingo, às 16h00, no Mosteiro dos Jerónimos. A Diocese das Forças Armadas e de Segurança ficou então em Sede Vacante, no entanto, D. Rui Valério foi também nomeado administrador apostólico da Diocese das Forças Armadas e das Forças de Segurança até à tomada de posse do seu sucessor.
Conforme privilégio concedido ao Patriarcado de Lisboa por Clemente XII em 1737, pela Bula Inter praecipuas apostolici ministerii, D. Rui Valério deverá ser elevado a Cardeal no Consistório seguinte à perda da condição de Cardeal Eleitor por parte do seu antecessor, D. Manuel Clemente, ou no consistório seguinte à morte do seu antecessor, conforme aconteceu anteriormente com a morte do cardeal patriarca D. José Policarpo, em que D. Manuel Clemente foi elevado a cardeal patriarca no consistório seguinte à morte de seu antecessor.

## Ordenações

### Ordenações episcopais
Foi o principal sagrante dos seguintes bispos:
- Nuno Isidro Nunes Cordeiro (2024)
- Alexandre Coutinho Lopes de Brito Palma (2024)
- Rui Augusto Jardim Gouveia (2025)
- José Miguel Barata Pereira (2025)

E foi consagrante de:
- Sérgio Manuel Ribeiro Dinis (2025)

## Condecorações
- Medalha da Cruz de São Jorge de 1.ª Classe
- Medalha da Cruz Naval de 3.ª Classe
- Medalha de D. Afonso Henriques de 1.ª Classe
- Medalha de Mérito Aeronáutico de 1.ª Classe
- Medalha de D. Nuno Álvares Pereira de 1.ª Classe